# Djebé
Djebé o Jebe (1181 - 1225) fou un general mongol de la primera meitat del segle xiii. Pertanyia a la tribu mongola dels tayitchi'ut (yesut) i al clan besud.
Quan Genguis Kan va fer una campanya contra aquesta tribu a l'entorn del 1200, el cavall del gran kan va caure mort per una fletxa d'un arquer tayitchi'ut (o yesut) al que Genguis va perdonar. Fou conegut en endavant com a Djebé (la fletxa), arquer molt precís que va esdevenir un dels principals generals del gran kan.

## Biografia

### Campanyes inicials al nord de la Xina
El 1211 Genguis Kan va fer operacions contra els jurchen (dinastia Jin), en què foren saquejats alguns districtes fronterers al Shansi i al nord del Hopei. Un dels prínceps kitan vassall dels jurchen, Ye-li Liu-ko, de l'antic clan reial de Ye-liu, es va revoltar el 1212 a favor de Genguis Kan a la regió del Leao-ho al sud-oest de Manxúria, zona d'origen dels kitan, i va fer jurament de fidelitat al gran kan, i aquest li va enviar un exèrcit de socors dirigida pel general Djebé. El gener de 1213 Djebe i Liu-ko van ocupar Leao-yang als Jin i el príncep es va instal·lar als antics dominis dels seus ancestres com a rei de Leao sota sobirania del gran kan.

### Conquesta de l'Àsia Central
El 1218 Genguis va decidir enviar contra Kutchlug kan dels kara khitai, al general Djebé, amb 20.000 homes. En principi fou enviat per protegir Almaligh, regne vassall de Genguis Kan que estava sent atacat per Kutchlug, però quan Djebé hi va arribar ja Kutchlug s'havia retirat cap a la Kashgària. Balasagun i totes les ciutats de l'actual regió de Semirechie, van obrir les portes al general mongol. Djebé es va dirigir a Kashgària on la població musulmana el va acollir com a alliberador. Djebé va impedir el pillatge amb amenaces de càstigs severs i fou saludat com una benedicció. Kutchlug va fugir cap al Pamir però fou atrapat i mort a la vora del riu Sariq-qol. Així tot el Turkestan oriental i el país de l'Ili, Issiq Qul, Tchu i Tales va passar a Genguis Kan. El prestigi de Djebé era tan alt que van córrer rumors, i Genguis Kan va tener una revolta del seu general però aquest li va oferir cent cavalls blancs i li va garantir la seva lleialtat i en endavant el gran kan ja no en va a tornar a dubtar.

### Campanya contra Muhammad de Coràsmia
El 1220 Muhammad de Coràsmia va fugir a Balkh i d'allí cap al Khurasan occidental refugiant-se a Nixapur primer i després a Qazwin. Genguis va enviar en persecució seva als generals Djebé i Subotai amb uns 25000 homes. Balkh va obrir les portes als mongols i fou perdonada rebent un governador, però Muhammad ja havia sortit de la ciutat. Nixapur també es va rendir i va enviar una delegació i Djebé anava despresa i no es va aturar, acceptant la submissió. Subotai en canvi va saquejar Thus, Damghan i Semnan. Els dos generals van arribar a Ray (Rayy, Rai, Reyy, Reiy) on van massacrar tots els homes i van fer esclaus les dones i criatures.
Després del saqueig de Rayy amb la massacra de tota la població el 1220 i a petició dels musulmans, van anar a destruir el focus xiïta de Qum, on van matar a la població sembla que en part obligats per motius polítics. Van passar al costat de Hamadan que es va sotmetre espontàniament i els generals es van acontentar amb un fort tribut, i finalment van atrapar a Muhammad a Qarun, però aquest va fugir al darrer moment i en van perdre el rastre.
Llavors van tirar enrere i en venjança van destruir Zendjan i segurament van conquerir a l'assalt Kazwin (Qazwin) on tota la població fou massacrada com a càstig. El darrer atabeg turc de l'Azerbaidjan, el vell Ozbeg, va comprar la seva retirada del país de Tauris (Tabriz).

### Incursions al Caucas i Europa oriental
A través de la plana de Moghan, els generals van anar l'hivern a fer una incursió a Geòrgia on era rei Giorgi IV de Geòrgia (el Brillant, 1212-1223); l'exèrcit georgià fou derrotat completament prop de Tblisi (febrer del 1221).
Tot i la victòria els mongols no van restar al país i després de l'èxit van tornar a l'Azerbaidjan i van saquejar Maragha utilitzant la tàctica dels escuts humans, i amb massacra de la població al final (mars del 1221). Ara els generals podien anar cap a Bagdad per destruir el califat, al mateix moment que els croats envaïen Egipte i recuperaven Damiata, però finalment van decidir anar a Hamadan on van voler cobrar altre cop tribut; la ciutat, sense recursos, va resistir, i fou presa a l'assalt, i tota la població massacrada; Hamadan fou cremada; seguidament van passar a Ardebil on igualment van saquejar la ciutat.
Llavors van retornar cap a Geòrgia; un altre cop els generals van derrotar els georgians, fent caure a la cavalleria georgiana en un parany en el que fou destruïda; els mongols van saquejar el sud del país però Tblisi o Tiflis es va salvar. Tot seguit els mongols van anar cap a Xirvan, van saquejar Shamakha, i després, per Derbend, van descendir cap a les estepes del nord del Caucas on es van trobar enfront d'una coalició dels pobles de la regió: alans d'ètnia sàrmata i religió cristiana de ritu grec; lesguians, circassians, ambdós pobles caucàsics; turcs qiptxaq (cumans) (en vies d'esdevenir cristians) i altres menors. Djebé i Subotai van obtenir la defecció dels qiptxaq invocant la fraternitat turcomongol i van derrotar els altres col·ligats en combats per separats amb cadascun. Llavors van atacar als qiptxaq, als que van derrotar i els van arrabassar el botí que els havien donat. Un dels seus cap (mort pels mongols el 1223) era Yuri Kontchakovitch, que portava per tant un nom cristià.
Abans de ser derrotat els qiptxaq havien cridat als russos. Un dels kans, de nom Kutan, la filla del qual estava casada amb el príncep Mstislav de Galitzia o Halicz, va aconseguir del seu gendre i d'altres prínceps, una intervenció col·lectiva contra els mongols. Un exèrcit rus de 80.000 homes conduït pels prínceps d'Halicz, de Kíev, de Vladímir, de Txernigov i de Smolensk va baixar pel Dnièper i es va reagrupar prop de Khortitsa a la vora d'Alexandrov; els mongols van recular sense acceptar el combat fins que van veure a l'enemic cansat i que els diferents cossos d'exèrcit s'havien separat prou un de l'altra. Llavors es va lliurar la batalla del riu Kalka, petit riu que desaigua a la mar d'Azov prop de Mariupol. El príncep d'Halicz i els qiptxaq van atacar sense esperar als contingents de Kíev i foren derrotats i posats en fuita; Mstislav de Kíev, atacat al seu campament, es va defensar durant tres dies, i finalment va capitular en condicions honorables, però els mongols no van respectar l'acord i els van matar a tots. Aquesta derrota no va tenir conseqüències greus, ja que el gran príncep de Vladímir, Yuri, que no havia arribat a temps, va conservar intacte el seu exèrcit; i els mongols no van avançar cap a Rússia i es van acontentar de saquejar les factories genoveses de Sudak o Soldaja a Crimea, dependència políticament de l'Imperi de Trebisonda.

### Últimes campanyes i mort
Després Djebé i Subotai van creuar el Volga i van anar cap a Tsaritsin, derrotant els búlgars del Kama, i als turcs qangli de l'Ural, i finalment es van reunir amb l'exèrcit mongol a les estepes al nord del Sirdarià.
Va morir el 1225 poc temps després del seu retorn.